# فرودگاه پیوانوک
 فرودگاه پیوانوک (به انگلیسی: Peawanuck Airport) یک فرودگاه همگانی با کد یاتا YPO است که یک باند فرود شن دارد و طول باند آن ۱۰۷۲ متر است. این فرودگاه در کشور کانادا قرار دارد و در ارتفاع ۵۳ متری از سطح دریا واقع شده است.